# مهندسی ارتباطات دور
مهندسی ارتباطات دور کتابی از راجرل فریمن با ترجمهٔ وحید طباطباوکیلی است که در سال ۱۳۶۵ منتشر و در مراسم کتاب سال جمهوری اسلامی ایران به‌عنوان کتاب برگزیده معرفی شد.